# Kartuizerklooster van Luik

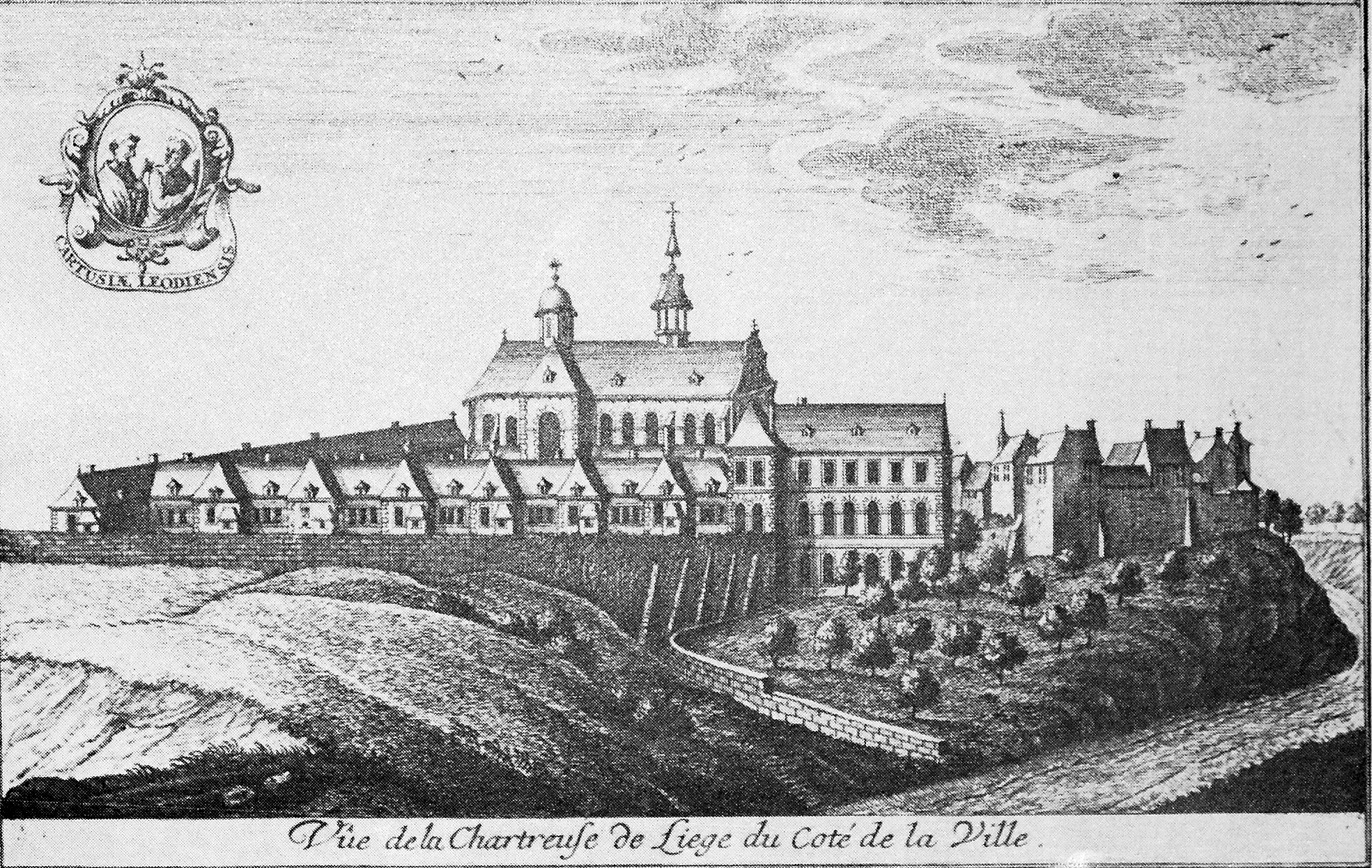
Het klooster in de 18e eeuw

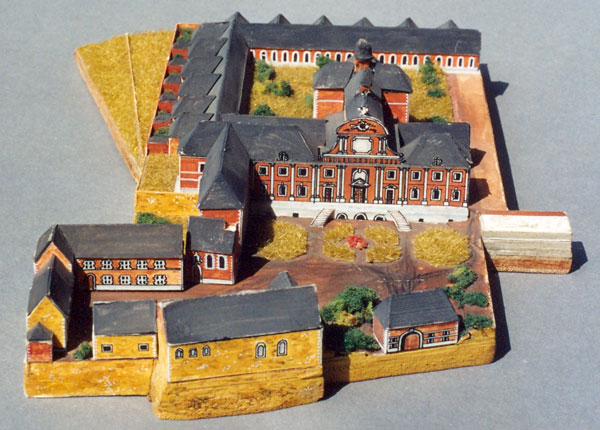
Maquette van het klooster

Het Kartuizerklooster van Luik, ook wel Chartreuse van Luik, is een voormalig klooster van de kartuizers, gelegen op de Mont Cornillon in de Luikse wijk Amercœur.

## Geschiedenis
Dit klooster werd gesticht in 1360, in de gebouwen waar voorheen de Abdij van Mont Cornillon was gevestigd. In 1357 zou een vroom persoon in Luik een visioen hebben gehad van een groep in het wit geklede personen die optrokken naar de kerk van Mont Cornillon. Dit zou de reden zijn geweest voor prinsbisschop Engelbert III van der Mark om de Kartuizers uit te nodigen zich hier te vestigen.
Het klooster kwam nimmer tot grote rijkdom. Dit lag niet alleen aan de leefregels der Kartuizers, maar ook aan de vele militaire conflicten waar het klooster, vanwege zijn strategische ligging, bij betrokken werd. Zo werd in 1487 brand gesticht in de kerk door de troepen van Everhard III van der Mark, waarbij meubilair en kunstwerken verloren gingen. De bibliotheek bleef hierbij gespaard.
In 1691 waren het de troepen van Louis-François de Boufflers die, nadat ze zich voor de Nederlanders hadden teruggetrokken, de stad Luik van hieruit bestookten. Onder de Nederlander Menno van Coehoorn werd vervolgens het klooster versterkt. In 1701 namen de Fransen weer bezit van de versterking, nadat de monniken waren verdreven. In 1702 werden de Fransen op hun beurt verdreven door de troepen van Marlborough en in 1703 kwamen de monniken weer terug. Zij sloopten de militaire bouwwerken en herstelden hun klooster. De hierop volgende lange periode van rust maakte het mogelijk om het klooster te verfraaien. De Franse revolutionairen die in 1792 te Luik arriveerden maakten in 1794 een einde aan het klooster. De monniken werden verdreven en de bezittingen werden openbaar verkocht.
In 1817 werd het Fort de la Chartreuse op deze plaats gebouwd, door de Nederlandse autoriteiten. Van het klooster is vrijwel niets meer over. Enkele houten panelen met voorstellingen in reliëf uit het leven van Sint-Bruno, door de Luikse kunstenaar François Van der Planck (1692-1750), bevinden zich thans in de Sint-Bartolomeüskerk.

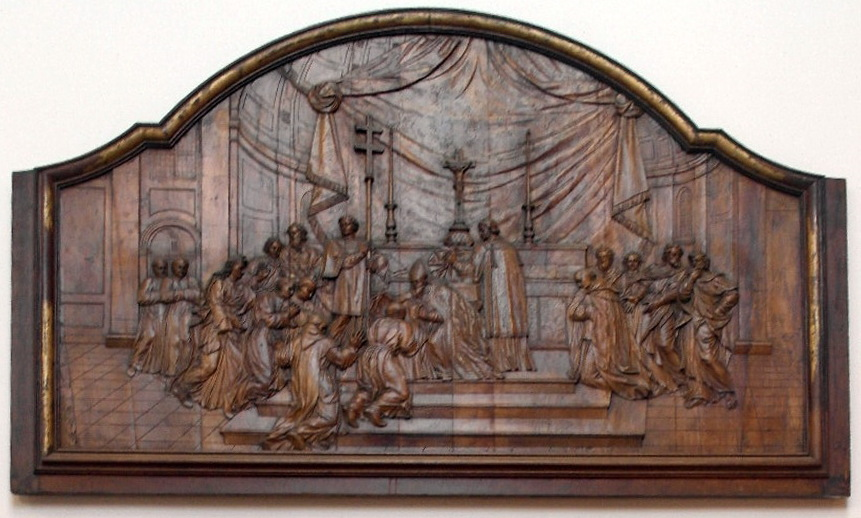
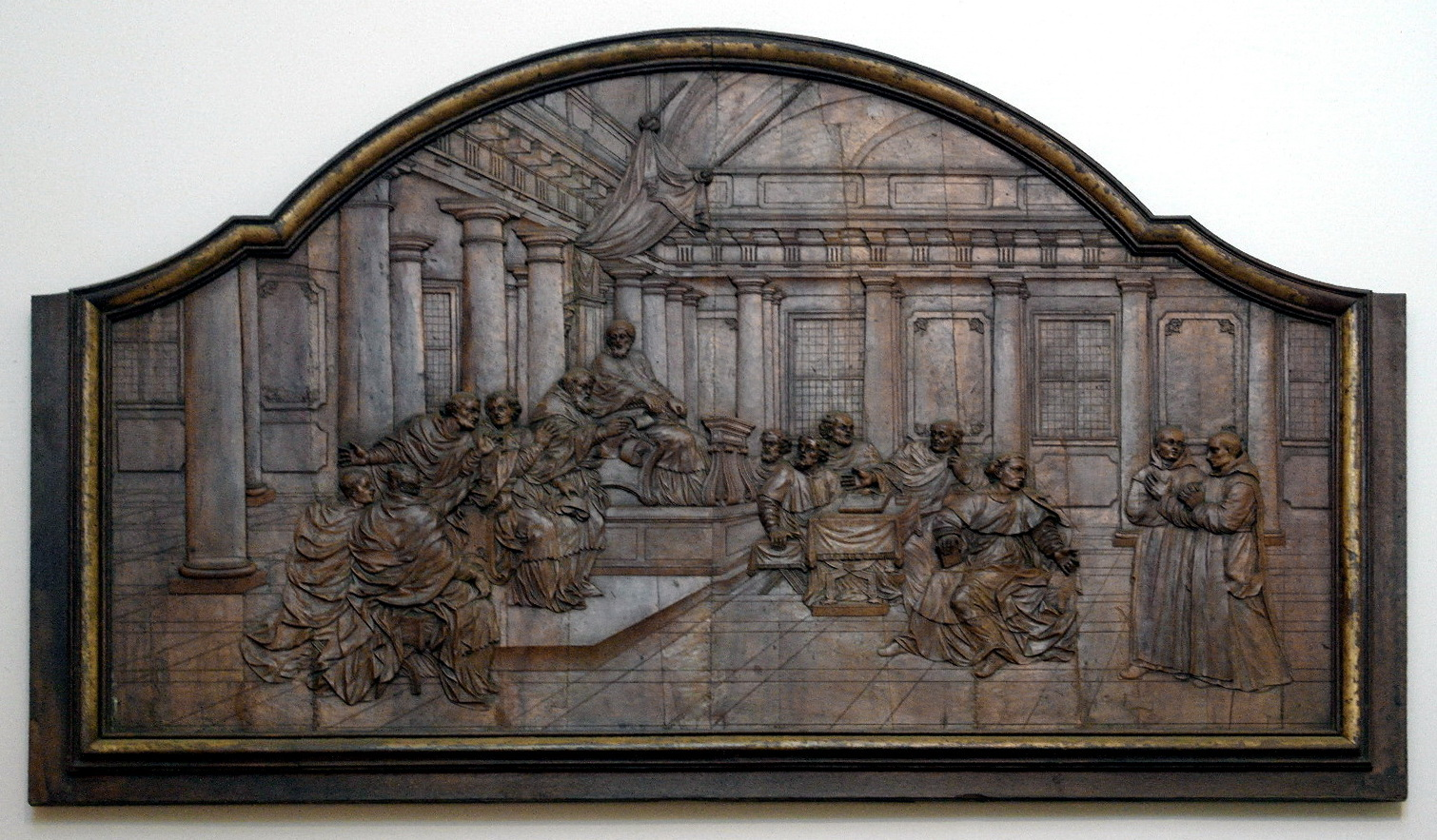
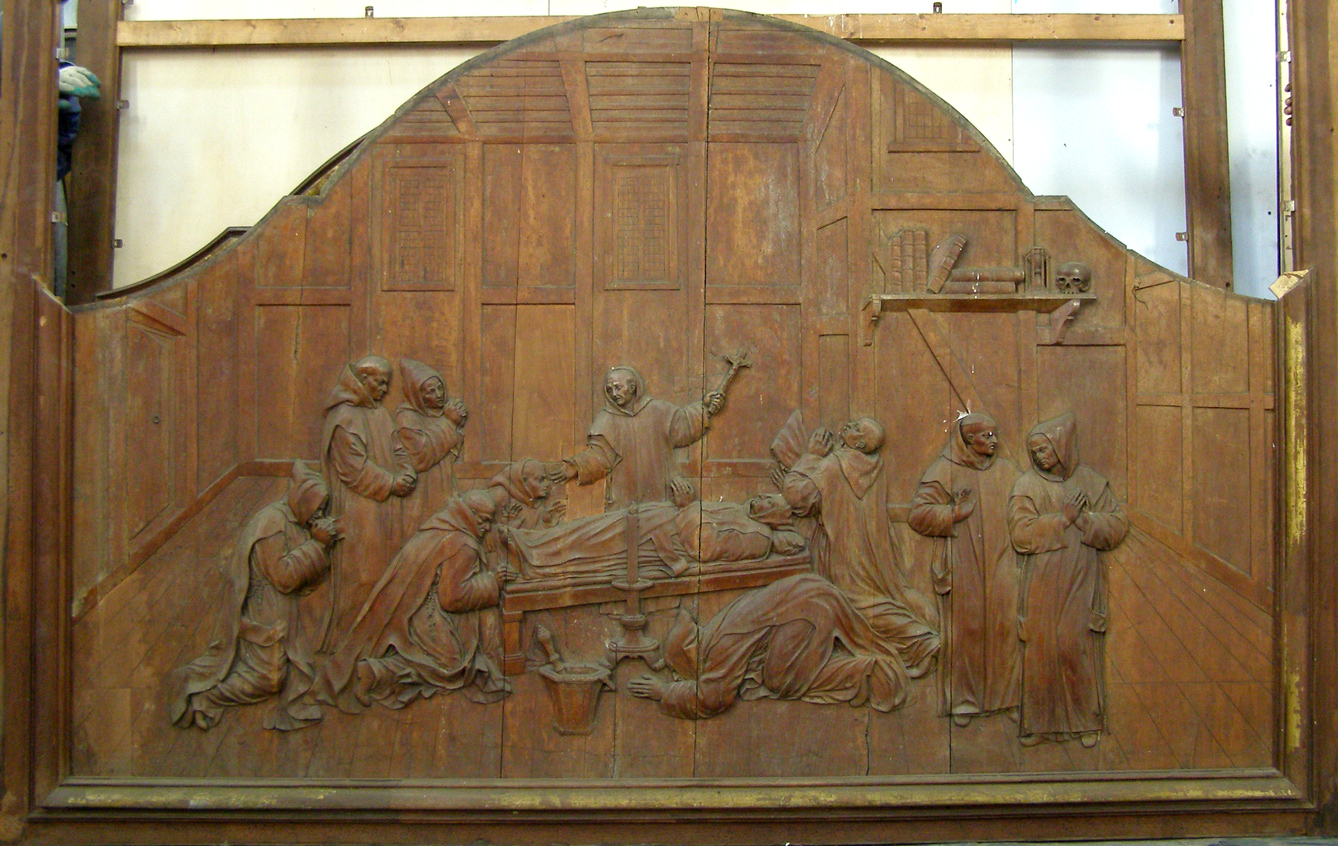